# Шольц, Иоганн Мартин Августин
Иога́нн Марти́н Августи́н Шольц (нем. Johann Martin Augustin Scholz; 8 февраля 1794, Капсдорф — 20 октября 1852, Бонн) — немецкий католический богослов.
Шольц родился в Нижней Силезии, а городе Капсдорф. Он учился в католической гимназии, с 1812 года в университете Бреслау. После обучения Шольц совершил несколько научных поездок, главным образом в целях библейских исследований, в частности, для сбора материалов для критики греческого текста Нового Завета. В 1815 году он остановился в Вене, где использовал материалы библиотек для своих исследований. В 1816 году Шольц во Фрайбурге  приобретает лиценциат богословия. 1817-19 годах он изучает материалы библиотек в Париже и Лондоне, Швейцарии и Италии. В 1820 году он опубликовал диссертацию лат. "Curae criticae in historiam textus evangeliorum" (о Парижской рукописи, а именно о Кипрском кодексе). Осенью 1820 года он путешествовал по Египту, в январе 1821 года из Египта Шольц едет в Палестину и Сирию. После четырехмесячного пребывания в этих странах он вернулся в Германию. 28 августа 1821 года он был назначен экстраординарным профессором экзегетики в Бонн. В сентябре он переехал в Бреслау, был рукоположен в сан священника, и приобрел во Фрайбурге учёную степень доктора богословия. 25 августа 1823 года Шольц стал ординарным профессором в Боннском университете, он занимается преподавательской деятельностью без перерыва на протяжении трёх десятилетий. Свою богатую библиотеку он завещал университету. Шольц издал греческий текст Нового Завета с примечаниями, этот текст вместе с текстом Нового Завета  Христиана-Фридриха Маттеи лёг в основу второго издания Синодального перевода книг Нового Завета 1860-62 года.

## Труды
- Curae criticae in historiam textus Evangeliorum: commentationibus duabus, Heidelberg 1820
- Reise in die Gegend zwischen Alexandrien und Parätonium, die libysche Wüste, Siqa, Egypten, Palästina und Syrien, Leipzig, 1822 (Reprint: Georg Olms Verlag, 2005)
- Biblisch-kritische Reise in Frankreich, der Schweiz, Italien, Palästine und im Archipel in den Jahren 1818, 1819, 1820, 1821: Nebst einer Geschichte des Textes des Neuen Testaments, Leipzig, 1823
- De menologiis duorum codicum graecorum bibliothecae regiae Parisiensis., Bonnae, 1823
- Commentatio de Golgothae et sanctissimi D. N. J. C. sepulcri situ, Bonnae, 1825
- Die heilige Schrift des neuen Testaments übersetzt, erklärt und in historisch-kritischen Einleitungen zu den einzelnen Büchern erläutert, Barrentrapp, Frankfurt a. M., 1829. vol. I: Die vier Evangelien, Franz Barrentrapp, Frankfurt am Main 1829; vol. II: Die Apostelgeschichte und die katholischen Briefe, ebenda 1830; vol. III: Die vierzehn Briefe des heiligen Apostels Paulus, ebenda 1830; Bd. IV: Die Apokalypse des heiligen Johannes des Apostels und Evangelisten, ebenda 1828)
- Die heilige Schrift des alten Testaments., Frankfurt, 1830-1837
- Novum Testamentum Graece. Textum ad fidem Testium Criticorum recensuit, Lectionum Familias subjecit, Leipzig, 1830-1836 (2 volumes), —  критическое издание оригинального текста Нового Завета: volumen 1, volumen 2.
- De virtutibus et vitiis utriusque Codd. N. T. familiae (Leipzig, 1845), a sort of supplement to the preceding work.
- Handbuch der biblischen Archäologie, Bonn, 1834
- Einleitung in die heiligen Schriften des alten und neuen Testaments, Köln, 1845
- Biblisch-kritische Reise in Frankreich, der Schweiz, Italien, Palästine und im Archipel in den Jahren 1818, 1819, 1820, 1821: Nebst einer Geschichte des Textes des Neuen Testaments. Friedrich Fleischer, Leipzig und Sorau 1823
- Handbuch der biblischen Archäologie. Adolph Mareus, Bonn 1834
- Einleitung in die Schriften des A. u. N. T. (Cologne and Leipzig, 1845-1848, 3 vols)